# トレーリングアーム式サスペンション

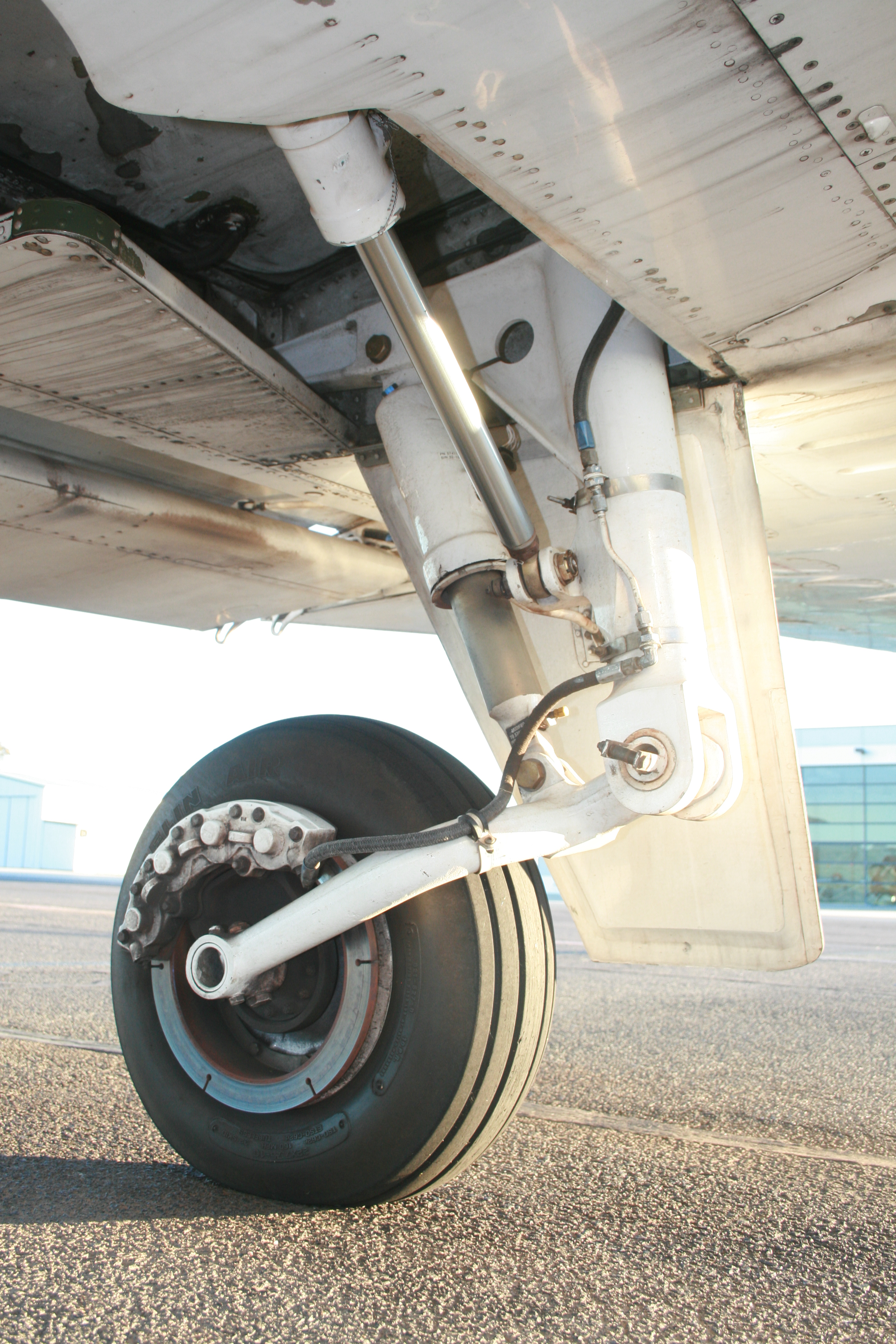
航空機のトレーリング着陸装置の脚

トレーリングアーム式サスペンション（トレーリングアームしきサスペンション、英語: trailing-arm suspension）は、スイングアームを用いた自動車のサスペンション形式のひとつ。スイング軸（ピボット）が車軸の前にあることから「トレーリング」の名が付いている。
なお、トーションビーム式サスペンション（Torsion-beam）をカタログ上で「トレーリングアーム式」と記述している場合もある。左右のトレーリングアームを非剛体（可撓式）のビームでつないだものがトーションビームサスペンションである。

## 概要
独立懸架の形式としては長い歴史を持ち、組み合わされるばねはコイル、トーションバー、空気が一般的。マルチリンクやダブルウィッシュボーンとは異なり、アームとハブとは剛結である。
フォルクスワーゲン・タイプ1とその派生車のフロントサスペンションは、トーションバー・スプリングの取り付けに工夫を凝らした上下二段のトレーリングアームをもったダブルトレーリングリンク式で、この場合、リンクとハブは自由に動く。
スイング軸と車軸がほぼ平行のものはフルトレーリングアームとも呼ばれ、主に前輪駆動（FF）車の後輪に用いられる。スイングの軌跡から、ストローク時のトーとキャンバ変化がほとんどないが、車体ロール時には左右共に同じ方向のキャンバ角となる。
駆動輪に用いる場合、ドライブシャフトの屈曲や伸縮が少なくなるよう、スイング軸を水平方向に偏向させる。これはセミトレーリングアーム式と呼ばれ、ダイアゴナルスイングアクスルに比べ、スイング軸の角度は少ない（車軸に近い）。ストローク時のスイングの軌跡から、トーとキャンバーの変化が大きい。トーはバウンド（縮み）・リバウンド（伸び）側ともに内向き（トーイン）となり、安定方向に作用する。キャンバーは1G（静止状態）から縮むとネガティブ（ハの字）、伸びるとポジティブ（Vの字）となり、車体ロール時のタイヤの接地性を上げる効果があるが、横G限界での挙動変化はやや大きい。1950年代以降、欧州や日本の上級後輪駆動（FR）車の後輪に用いられてきたが、その後、自動車の速度の向上と重量の増加による高エネルギー化に伴い、ダブルウィッシュボーン、さらにマルチリンクに取って代わられた。

### 長所
独立懸架・車軸懸架の両方の形式に対応可能である。

### 短所
車高を下げると構造上アームが持ち上がった状態となってしまい、ホイールベースが極端に短くなりハンドリングに影響が出る場合がある。

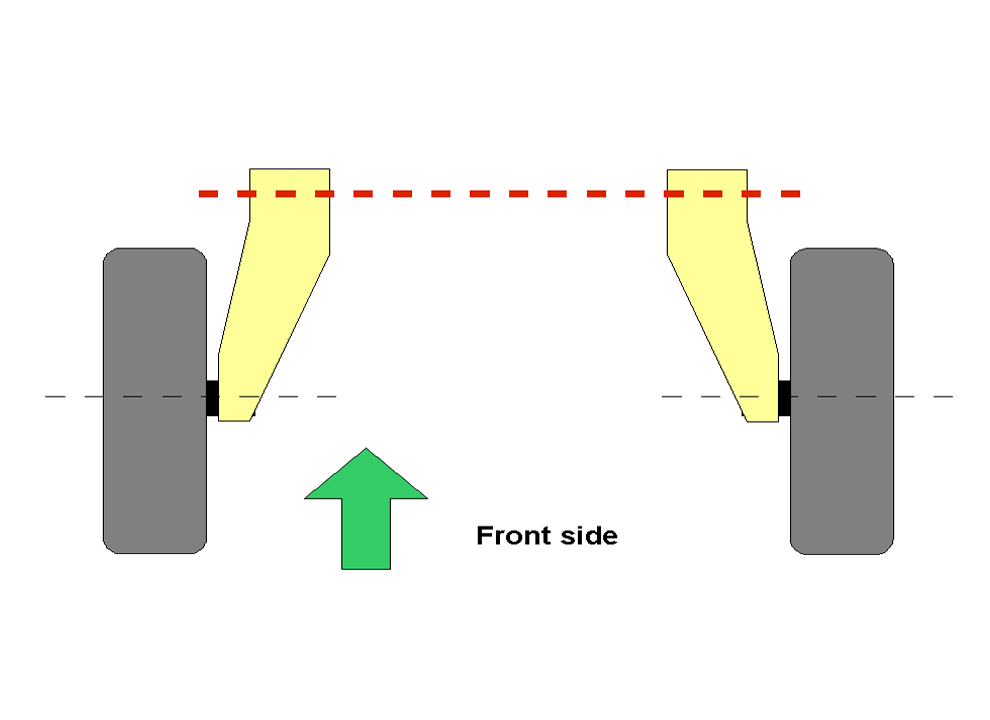
トレーリングアーム
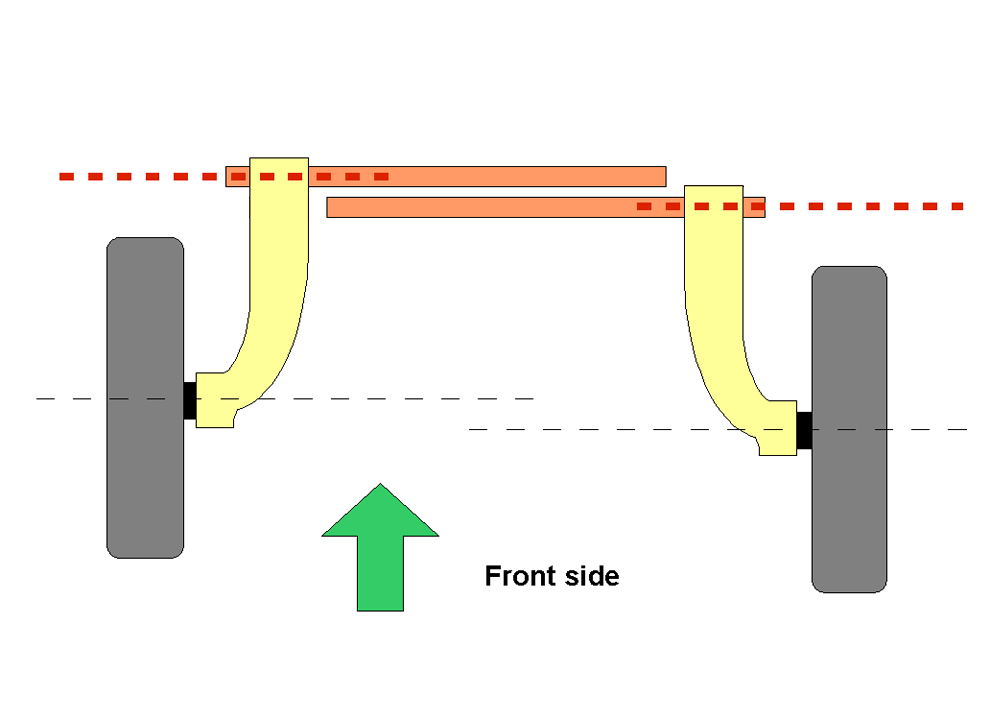
トレーリングアーム ルノー・4 / ルノー・5のリアサスペンション 横置きされたトーションバースプリング（橙色）の重なりを防ぐため左右でホイールベースが異なる
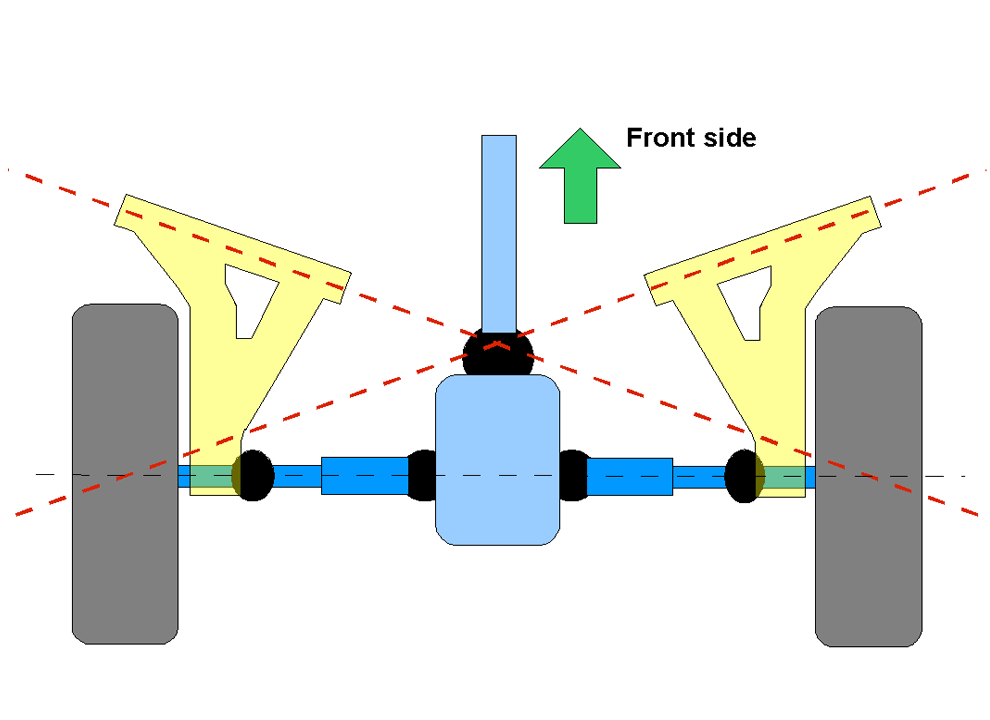
セミトレーリングアーム